# Comparettia topoana
Comparettia topoana är en orkidéart som först beskrevs av Dodson, och fick sitt nu gällande namn av Mark W. Chase och Norris Hagan Williams. Comparettia topoana ingår i släktet Comparettia, och familjen orkidéer. Inga underarter finns listade i Catalogue of Life.